# Brian Faust
Brian Faust, född 12 januari 1999 i Atlanta, är en amerikansk friidrottare som tävlar i kortdistanslöpning. Vid inomhusvärldsmästerskapen i friidrott 2025 tog han silver på 400 meter.